# Jake Al Rey (banda)
Jake Al Rey o J.A.R. es una banda uruguaya de heavy metal y hard rock originaria de Cardona (Uruguay) año 2011, pero radicada en Montevideo desde 2016. Sus integrantes actuales son Eduardo Lima (voz líder), Aníbal Arronga (Guitarra y coros), Gonzalo Lema (Piano y teclados), Felipe Aranda (Batería), Javier Lima (Bajo)

## Discografía
- Álbum - Jake Al Rey (2017) Independiente

1 - Escupe el veneno 
2 - Libera tu mente 
3 - Viaje sin regreso 
4 - El reloj 
5 - A matar 
6 - Cielo nocturno 
7 - Pesadilla 
8 - Volcán
Grabación:
Franco Rodríguez guitarra -
Aníbal Arronga guitarra y voz - 
Alan Hanglin teclados - 
Renzo Arronga bajo -
Leriks Ramírez batería